# Caerano di San Marco
Caerano di San Marco es una localidad y comune italiana de la provincia de Treviso, región de Véneto, con 7.928 habitantes.

## Evolución demográfica
| Gráfica de evolución demográfica de Caerano di San Marco entre 1861 y 2001 |
|                                                                            |
| Fuente ISTAT - elaboración gráfica de Wikipedia                            |